# 김영학
김영학(金榮鶴, 1956년 6월 17일 ~ , 강원 춘천)은 대한민국의 공무원이다. 

## 학력
- 대광고등학교 졸업
- 연세대학교 법학과 학사
- 헬싱키 알토 경제경영대학원 국제경영학과 경영학 석사
- 성균관대학교 대학원 경영학 박사

## 경력
- 산업자원부 투자정책과장
- 산업자원부 에너지자원개발본부장
- 산업자원부 정책홍보관리본부장
- 지식경제부 기획조정실장
- 지식경제부 산업경제실장
- 지식경제부 제2차관
- 성공회대학교 겸임교수
- 동국대학교 겸임교수
- 경희대학교 겸임교수
- 포스코경영연구소 사장
- 한국무역보험공사 사장

## 참고 자료
- 김영학 - 네이버 인물정보